# بوغاتي طراز 57
كانت بوغاتي طراز 57 والطرازات المختلفة اللاحقة (بما في ذلك الطراز الشهير أتلانتك وأتلانتي) تصميمات جديدة كليًا لجان بوغاتي ابن مؤسس الشركة إيتور. صُنعت بوغاتي 57 من 1934 حتى 1940 إذ أنتج 710 سيارة منها.
استخدمت السيارات من طراز 57 محرك ثنائي الحدبات بسعة 3257 سي سي بناءً على المحرك المستخدم في الطراز 49 ولكن جان بوغاتي عدله بصورة كبيرة، على عكس المحركات ذات الحدبة المفردة المستخدمة في الطراز 49 والموديلات السابقة. استخدمت المحركات في الطراز 50 والطراز 51 تروسًا مخروطية في مقدمة المحرك لنقل الحركة من العمود المرفق بينما استخدم الطراز 57 قطارًا من التروس المستقيمة على مؤخرة المحرك وعجلات من ألياف التروس على الأعمدة المرفقة للوصل إلى هدوء أكبر خلال التشغيل.
كان هناك نوعان أساسيان من السيارة طراز 57:
- الطراز 57 الأساسي.
- الطراز 57إس/إس سي المخفض.

أعيد إحياء هيكل ومحرك الطراز 57 عام 1951 في سيارة بوغاتي طراز 101.
بيعت سيارة من الطراز 57 معاد اكتشافها بـ 3.4 مليون يورو في مزاد في السابع من فبراير عام 2009 في معرض سيارات في باريس.

## الطراز 57
كان الطراز 57 الأصلي عبارة عن نموذج سيارة سياحية أنتج من 1934 وحتى 1940. استخدم هذا الطراز محرك بسعة 3.3 ليتر من سيارات الغراند بري الطراز 59 وينتج 130 حصان بخاري (100 كيلو واط). تبلغ السرعة القصوى 153 كيلومتر في الساعة.
تمشي السيارة على قاعدة عجلات بطول 3,302 ميليمتر وتملك جنزير واسع بطول 1,349 ميليمتر. يبلغ وزن نماذج السيارة العاملة على الطرق 950 كيلوغرام. حلت المكابح الهيدروليكية محل الوحدات العاملة على التوصيلات عام 1938، وهو تعديل عارضه إيتور بوغاتي بشدة. أنتج 630 وحدة من ذلك الطراز.
تضمن الطراز 57 الأصلي العامل على الطرق إصدارًا أصغر من شبكة حدوة الحصان مربعة القاعدة الموجودة في الطراز رويال. غُطيت جنبات غرفة المحرك بأقفال تتحكم بالحرارة. كانت سيارةً طويلة، على عكس الذوق السائد في ذلك الوقت.
الأبعاد:
- قاعدة العجلات: 3,302 ميليمتر.
- الجنزير: 1,349 ميليمتر.
- الوزن: 950 كيلوغرام.

### الطراز 57 تي
دفع الطراز 57 تي المعدل الأداء للطراز 57 الأساسي. كان هذا الطراز قادرًا على الوصول إلى سرعة قصوى تبلغ 185 كيلومتر في الساعة.

### الطراز 57 سي
صُنعت سيارة السباق من الطراز 57 تي من 1937 حتى 1940، بإنتاج بل 96 سيارة. اشتركت بالمحرك ذو سعة 3 ليتر من الطراز 57 العامل على الطرق ولكنها كانت تنتج طاقة تبلغ 160 حصان بخاري (119 كيلو واط) بضاغط عنفي فائق من طراز روتس معدل.

### الطراز 57 سي تانك
ربح التجسيد الثاني تانك، المعتمد هذه المرة على الطراز 57 سي، سباق لو مان مرةً أخرى عام 1939. بعد فترة قصيرة، أخذ جان بوغاتي السيارة الفائزة إلى اختبار على طريق مولشيم ستراسبورغ. انحرف جان ليتجنب سائق دراجة هوائية مخمور على الطريق المغلق، تحطمت السيارة جراء ذلك الانحراف ومات جان بعمر الثلاثين.